# Superliga Axpo 2009-2010
Super Liga Elvețiană 2009-2010 este cea de-a 113-a ediție a ligii elvețiene. Competiția este numită oficial AXPO Super League datorită unor sponsori. Competiția a început pe 11 iulie 2009 și se va încheia în mai 2010. Câștigătoarea sezonului trecut este FC Zürich.

## Promovări și retrogradări
Echipa din Liechtenstein, FC Vaduz au retrogradat după ce au terminat sezonul 2008-2009 pe locul 10. Au fost înlocuiți de campioana Chalenge League 2008-2009, FC St. Gallen.
Plasații pe locul 9, FC Luzern și locul 2 din Chalenge League, FC Lugano, au jucat pentru un loc în prima ligă. Luzern a câștigat cu 5-1 și au rămas în Super League. 

## Stadioane și locații
| Club                    | Locație    | Stadion                    | Capacitate |
| ----------------------- | ---------- | -------------------------- | ---------- |
| FC Aarau                | Aarau      | Stadion Brügglifeld        | 9.249      |
| FC Basel                | Basel      | St. Jakob-Park             | 42.500     |
| AC Bellinzona           | Bellinzona | Stadio Comunale Bellinzona | 8.740      |
| Grasshopper-Club Zürich | Zürich     | Letzigrund                 | 23.605     |
| FC Luzern               | Luzern     | Stadion Allmend            | 13.000     |
| Neuchâtel Xamax         | Neuchâtel  | Stade de la Maladière      | 12.000     |
| FC Sion                 | Sion       | Stade Tourbillon           | 16.500     |
| FC St. Gallen           | St. Gallen | AFG Arena                  | 19.694     |
| BSC Young Boys          | Berna      | Wankdorf                   | 31.783     |
| FC Zürich               | Zürich     | Letzigrund                 | 23.605     |

## Clasament
| Poz | Echipa          | MJ | V  | E | Î  | GM | GP | G   | Pct | Promovare sau retrogradare                                    |
| --- | --------------- | -- | -- | - | -- | -- | -- | --- | --- | ------------------------------------------------------------- |
| 1   | Basel (C)       | 36 | 25 | 5 | 6  | 90 | 46 | +44 | 80  | Turul trei preliminar al Ligii Campionilor 2010-11            |
| 2   | Young Boys      | 36 | 25 | 2 | 9  | 78 | 47 | +31 | 77  | Turul trei preliminar al Ligii Campionilor 2010-11            |
| 3   | Grasshopper     | 36 | 21 | 2 | 13 | 65 | 43 | +22 | 65  | UEL 2010-2011 play-off 1                                      |
| 4   | Luzern          | 36 | 17 | 7 | 12 | 66 | 55 | +11 | 58  | UEFA Europa League 2010–11 Runda a III a de calificare 1      |
| 5   | Sion            | 36 | 14 | 9 | 13 | 63 | 57 | +6  | 51  |                                                               |
| 6   | St. Gallen      | 36 | 13 | 7 | 16 | 53 | 56 | −3  | 46  |                                                               |
| 7   | Zürich          | 36 | 12 | 9 | 15 | 55 | 58 | −3  | 45  |                                                               |
| 8   | Neuchâtel Xamax | 36 | 11 | 8 | 17 | 55 | 57 | −2  | 41  |                                                               |
| 9   | Bellinzona (O)  | 36 | 7  | 4 | 25 | 42 | 92 | −50 | 25  | Format:Fb competiție 2009-10 Relegation Play-offs             |
| 10  | Aarau (R)       | 36 | 6  | 5 | 25 | 32 | 88 | −56 | 23  | Retrogradare în Format:Fb competiție 2010-11 Challenge League |

Sursa: axposuperleague.ch de
Reguli de clasare: 
1) puncte; 2) diferența de goluri; 3) goluri marcate.
1 Basel, who have already qualified for the 2010–11 UEFA Champions League, played Challenge League side Lausanne-Sport in the 2009–10 Swiss Cup final. Basel have won the cup, thus 3rd-placed team will qualify for the play-off round and the 4th-placed team will be inserted into the third qualifying round of the UEFA Europa League and Lausanne-Sport will be inserted into the 2010-11 UEFA Europa League 2nd qualifying round.
POZ = Poziția în clasament; (C) = Campioană; (R) = Retrogradată; (P) = Promovată; (E) = Eliminată; (O) = Câștigătoare de play-off; (A) = Avansează în runda următoare. 
Aplicabil doar când sezonul nu este terminat: 
(Q) = Calificare în faza competiției indicată; (TQ) = Calificare în competiție, dar încă nu în faza indicată; (RQ) = Calificată în competiția de retrogradare indicată; (DQ) = Descalificată din competiție.

### Play-off de retrogradare
Locul 9 din prima ligă va juca două meciuri cu locul 2 din a doua ligă pentru un loc în Super League 2010-2011.

## Rezultate
Echipele vor juca câte patru meciuri între fiecare. În prima parte a sezonului echipele vor juca câte două meciuri între fiecare (acasă-deplasare) iar în a doua perte se va repeta procedura.

### Prima parte a sezonului
| Acasă \ Deplasare[1] | FC Aarau | FC Basel | Bellinzona | Grasshopper | Luzern | Neuchâtel Xamax | Sion | St. Gallen | BSC Young Boys | Zürich |
| Aarau                |          | 0–2      |            | 1–0         | 2–4    | 0–4             |      |            | 0–3            | 1–1    |
| Basel                | 2–1      |          |            |             | 1–1    |                 |      | 4–0        | 1–2            | 1–1    |
| Bellinzona           | 4–1      | 2–3      |            | 0–0         | 1–2    | 1–1             |      |            |                |        |
| Grasshopper          | 4–0      | 3–1      |            |             |        | 1–3             | 3–1  | 1–3        |                |        |
| Luzern               |          |          | 2–0        | 2–1         |        | 2–1             | 1–2  | 3–1        | 1–2            |        |
| Neuchâtel Xamax      |          | 2–2      | 4–1        |             |        |                 | 1–3  |            | 3–0            | 3–0    |
| Sion                 | 1–1      | 1–2      | 3–1        | 2–3         | 3–1    |                 |      |            |                | 3–3    |
| St. Gallen           | 1–0      | 2–0      | 1–1        |             |        | 1–1             | 1–1  |            | 2–3            |        |
| Young Boys           |          |          | 4–2        | 2–0         |        |                 | 3–1  | 1–1        |                | 3–0    |
| Zürich               |          |          | 4–1        | 4–3         | 4–0    | 1–2             |      | 1–0        | 2–3            |        |

Ultima actualizare: 27 septembrie 2009
Sursa: Swiss Football League
1Echipa gazdă este listată în coloana din stânga.
Culori: Albastru = gazda e câștigătoare; Galben = egal; Roșu = oaspeții sunt câștigători.

### A doua parte a sezonului
| Acasă \ Deplasare[1] | FC Aarau | FC Basel | Bellinzona | Grasshopper | Luzern | Neuchâtel Xamax | Sion | St. Gallen | BSC Young Boys | Zürich |
| Aarau                |          |          |            |             |        |                 |      |            |                |        |
| Basel                |          |          |            |             |        |                 |      |            |                |        |
| Bellinzona           |          |          |            |             |        |                 |      |            |                |        |
| Grasshopper          |          |          |            |             |        |                 |      |            |                |        |
| Luzern               |          |          |            |             |        |                 |      |            |                |        |
| Neuchâtel Xamax      |          |          |            |             |        |                 |      |            |                |        |
| Sion                 |          |          |            |             |        |                 |      |            |                |        |
| St. Gallen           |          |          |            |             |        |                 |      |            |                |        |
| Young Boys           |          |          |            |             |        |                 |      |            |                |        |
| Zürich               |          |          |            |             |        |                 |      |            |                |        |

Ultima actualizare: pre-season
Sursa: Swiss Football League
1Echipa gazdă este listată în coloana din stânga.
Culori: Albastru = gazda e câștigătoare; Galben = egal; Roșu = oaspeții sunt câștigători.

## Golgheteri
Actualizat la 27 septembrie 2009. Sursă:Swiss Football League de 
10 goluri
- Ideye Aide Brown (Neuchâtel Xamax)
- Seydou Doumbia (BSC Young Boys)

7 goluri
- Mario Gavranović (Neuchâtel Xamax)
- Émile Mpenza (FC Sion)

6 goluri
- Cristian Florin Ianu (FC Luzern)

5 goluri
- Mauro Lustrinelli (Bellinzona)
- Johan Vonlanthen (FC Zürich)
- Alexander Frei (FC Basel)
- Valentin Stocker (FC Basel)
- Marco Streller (FC Basel)
- Gonzalo Zárate (Grasshopper Club Zürich)